# Agustín Canalda
Agustín Canalda (Buenos Aires, 18 de abril de 1977) es un empresario y exjugador argentino de rugby que se desempeñaba como hooker. Fue internacional con los Pumas de 1999 a 2001.

## Selección nacional
Canalda fue capitán de los Pumitas. Lideró a la victoria del Mundial M19 de Italia 1996.
El neozelandés Alex Wyllie lo convocó a los Pumas para enfrentar al XV del Cardo en agosto de 1999 y esta fue la primera victoria de los Pumas en el Reino Unido.
Disputó su último partido contra los Canucks en mayo de 2001. En total jugó 6 partidos y no marcó puntos.

### Participaciones en Copas del Mundo
Participó del histórico mundial de Gales 1999 donde los argentinos accedieron a la fase final del torneo por primera vez y Canalda fue suplente de Mario Ledesma.
| Mundial                       | Sede  | Resultado        | PJ | Tries |
| ----------------------------- | ----- | ---------------- | -- | ----- |
| Copa Mundial de Rugby de 1999 | Gales | Cuartos de final | 1  |       |

## Palmarés
- Campeón del Torneo Panamericano de 2001.
- Campeón del Campeonato Argentino de Rugby de 2000.[3]